# Rrashbull
Rrashbull (albanisch auch Rrashbulli) ist ein Dorf und eine Njësia administrative (Verwaltungseinheit) innerhalb der Bashkia Durrës in Albanien (Qark Durrës). Es handelt sich um den größten Vorort von Durrës, der zweitgrößten Stadt Albaniens, mit 20.000 Einwohnern (Volkszählung 2023).
Die Njësia administrative schließt sich östlich an die Hafenstadt Durrës an. Sie ist rund 15 Kilometer lang in Nord-Süd-Ausrichtung, aber über weite Strecken nur drei Kilometer oder weniger breit. Sie erstreckt sich somit in einem Streifen (im Süden deutlich breiter) entlang eines Hügelzugs zwischen dem Fluss Erzen im Osten und der Küste der Bucht von Durrës im Westen. An diesem Hügelzug finden sich diverse Dörfer, die die Njësia administrative bilden (von Nord nach Süd): Shinovlash, Rrashbull, Ortsteile von Xhafzotaj, Arapaj, Shkallnur, Manskuria, Rromanat und Bozanxhija. Abgesehen von den letzten drei sind die Orte heute praktisch mit dem Siedlungsgebiet von Durrës zusammengewachsen, insbesondere mit den äußeren Stadtteilen Shkozet und Durrës Plazh.
Im Bereich Shkëmbi i Kavajës erstreckt sich die Verwaltungseinheit bis ans Meer. Von dort zieht sie sich nach Osten durch kaum bewohntes Hügelgebiet, das hier im Süden deutlich höher und mächtiger ist, bis zum Erzen. Ganz im Südosten erreicht der höchste Punkt sogar mehr als 300 m ü. A. Im Norden läuft der Hügelzug langsam aus, nach Shënavlash mit einer letzten Erhebung von 32 m ü. A. verliert er sich.
Die Njësia administrative wird von mehreren Verkehrswegen gekreuzt, die von Durrës ins Landesinnere führen. Im Norden südlich von Shënavlash verläuft die Nationalstraße SH2/Autobahn A1 in Richtung Tirana. Nördlich von Rrashbull führt die alte Landstraße Durrës–Shijak über den Hügelzug. Etwas südlich quert die Eisenbahnstrecke Durrës–Tirana der HSH in einem 230 Meter langen Tunnel den Hügelzug. Einige Kilometer südlich überquert die SH56 von Durrës-Plazh die Hügel ins Erzen-Tal.

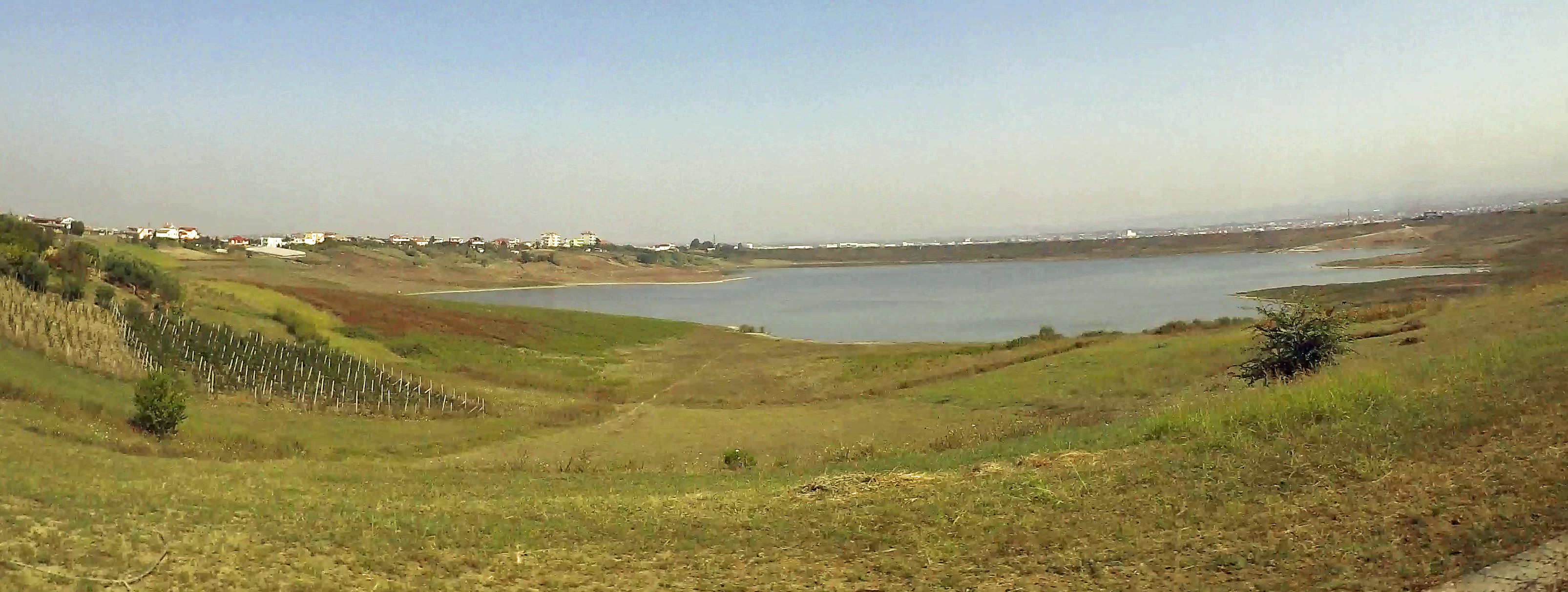
Wasserreservoir von Rrashbull mit Blick zum Erzen

Das Gebiet hatte lange einen stark landwirtschaftlichen Charakter mit einem großen Wasserreservoir bei Rrashbull. Der Ort ist insbesondere bekannt für das Weingut Kantina Skënderbeu, das älteste und zwischendurch als Staatsbetrieb das größte des Landes. Historisch bedeutsam sind aber insbesondere die Ruinen der frühchristlichen Kirche in Arapaj (5. oder 6. Jahrhundert), der historische Schauplatz der Schlacht von Dyrrhachium (48 v. Chr.) beim Shkëmbi i Kavajës und das Kloster von Shën Vlash, das 1967 zum Höhepunkt der antireligiösen Kampagne zerstört wurde.
Nach dem Zusammenbruch des kommunistischen Regimes in Albanien zog Durrës viele Personen an, die aus den ländlichen Gebieten in die Stadt zogen. Durrës breitete sich rasch ins Umland aus, und Rrashbull wuchs allmählich an: von 12.191 Einwohnern im Jahr 1989 auf 17.719 Einwohner im Jahr 2001. 2011 lebten 24.081 Einwohner auf dem Gebiet. Der Rückgang in den zwölf darauffolgenden Jahren entspricht einer landesweiten Entwicklung. Rrashbull gehört seit längerem zu den 20 größten Orten des Landes.
Bis 2015 war Rrashbull eine eigenständige Komuna. Damals wurde sie im Rahmen einer Verwaltungsgliederungsreform mit anderen Gemeinden der Region in die Bashkia Durrës integriert.